# Desertoplusia bella
Desertoplusia bella är en fjärilsart som beskrevs av Hugo Theodor Christoph 1887. Desertoplusia bella ingår i släktet Desertoplusia och familjen nattflyn. Inga underarter finns listade i Catalogue of Life.